# SUPER DRIVE (サカノウエヨースケの曲)
「SUPER DRIVE」（スーパー・ドライブ）は、2000年11月22日にリリースされたサカノウエヨースケの1枚目のシングル。発売元はアンティノスレコード。

## 概要
サカノウエヨースケのデビューシングル。テレビアニメ『グラビテーション』オープニングテーマに起用され、0.4万枚のセールスを記録した。レコーディングにはギタリストとして葛城哲哉、コーラスとして伊藤賢一が参加。2002年にリリースされた1stアルバム『TOY』に収録されているほか、『グラビテーション TV-tracks』等に収録されている。

## 収録曲
1. SUPER DRIVE
  - 作詞：サカノウエヨースケ　作曲：浅倉大介、サカノウエヨースケ　編曲：浅倉大介